# Portulaca sativa
Portulaca sativa är en portlakväxtart som beskrevs av Adrian Hardy Haworth. Portulaca sativa ingår i släktet portlaker, och familjen portlakväxter. Inga underarter finns listade i Catalogue of Life.

## Bildgalleri

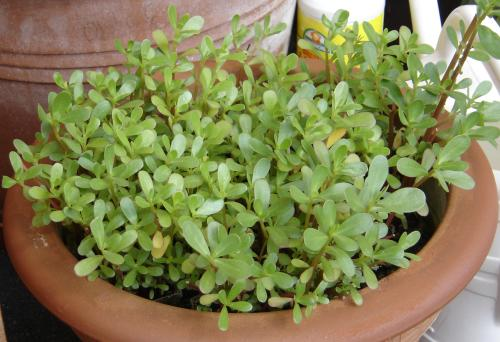
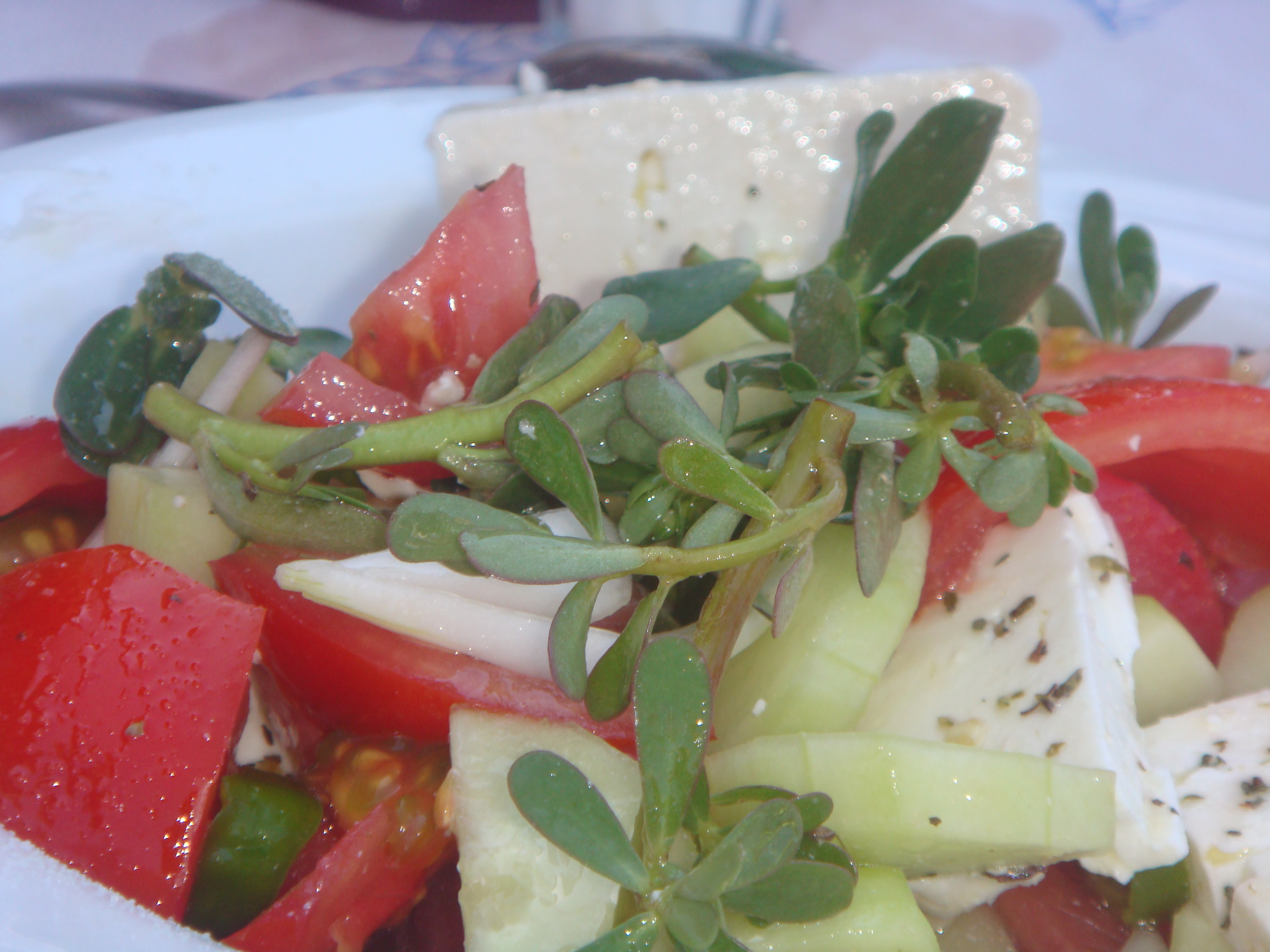